# Болот (имя)
Болот — мужское личное имя, относительно происхождения которого существуют две версии: славянская и тюркская.
Согласно славянской версии, имя Болот — мирское дохристианское имя, происходящее от слова «болото». В славянской мифологии болото ассоциируется с потусторонними силами, оно могло считаться нехорошим, гиблым местом, и имя Болот могло служить своеобразным оберегом от злых духов. Также человек мог получить такое имя за то, что он жил на болоте или вблизи болота. Подобным прозвищем могли называть крестьянина, живущего за счёт скашивания сена с лугов, а на Смоленщине — лесозаготовщика.
Согласно тюркской версии, слово Болот является киргизским вариантом общетюркского имени Булат, которое имеет персидское происхождение и означает «сталь». От тюрок имя Булат попало на Русь, где использовалось до распространения христианства. Это имя происходит от персидского Пулад (Pulad) в значении «сталь, булат». Имя имеет нарицательное происхождение от названия сорта стали — булат. Помимо формы Булат, имя имело также формы также Болат, Пулат. Поскольку большинство носителей имени по национальности являются тюрками, вторая версия является приоритетной.
От имени происходит фамилия Болотов.

## Именины
27 августа.